# Célibat

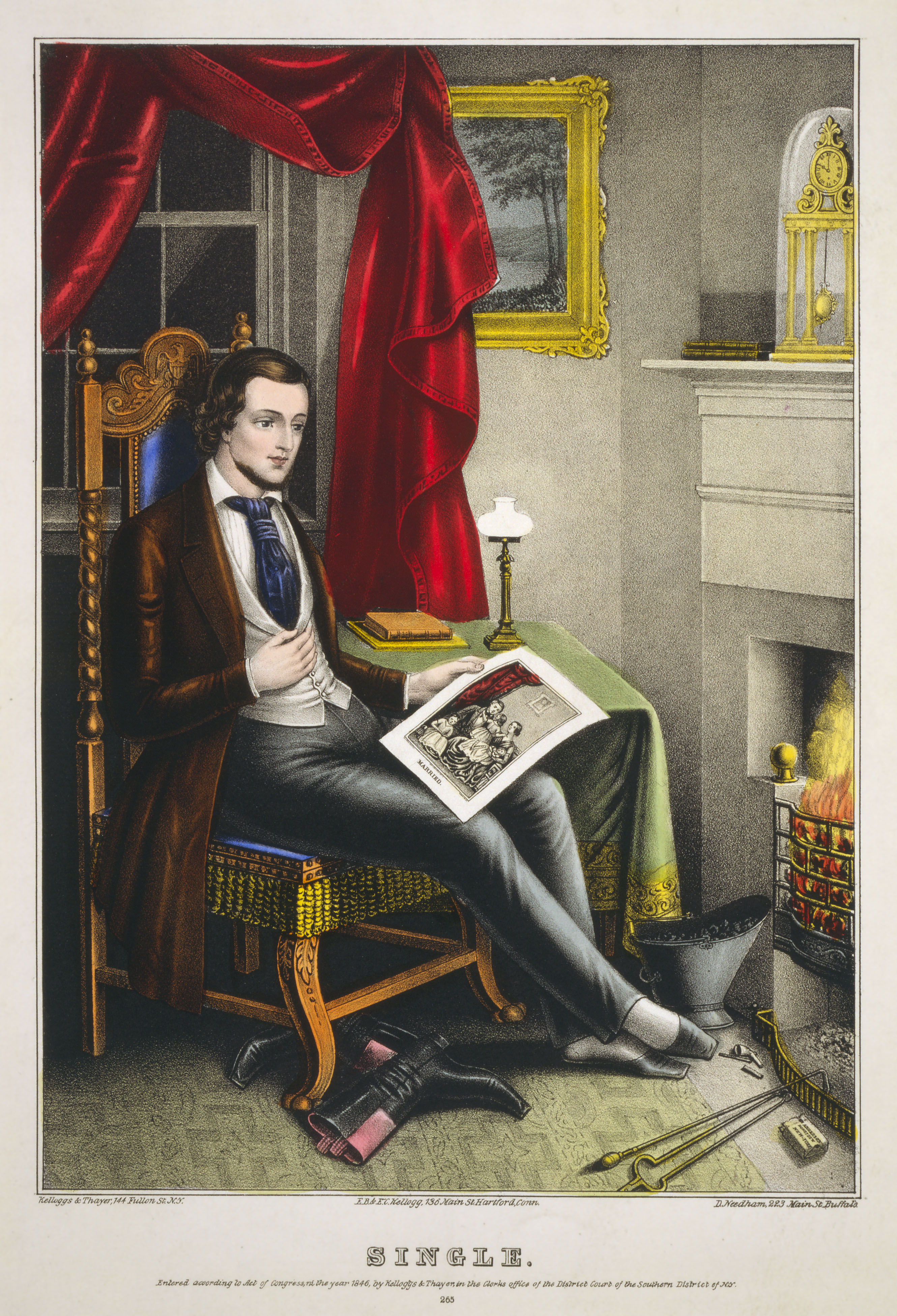
« Célibataire » : Gravure américaine de 1846 montrant un jeune homme seul dans sa chambre tenant mélancoliquement une gravure intitulée « Mariés » où figure un couple avec trois enfants.

Le célibat est l'état légal d'une personne qui est en âge de vivre en couple ou d’être mariée, mais qui n'a pas de conjoint dans sa vie sentimentale ou sexuelle. On ne qualifie cependant pas en général de célibataires les veufs et veuves. Le célibat peut inclure ou exclure, selon les cas, les personnes mariées (séparées ou non) et les divorcés qui ne cohabitent pas avec un conjoint.
En démographie, le célibat désigne en général la situation d'une personne qui n’a jamais été mariée, reflétant un concept notablement différent de celui du langage courant et de celui des sociologues.
Les sexologues font une distinction entre le célibat et la chasteté, cette dernière étant considérée comme le refus de toute activité sexuelle avec un ou une partenaire fixe. Un célibat chaste, en revanche, interdit toute activité sexuelle.

## En démographie
En démographie, le célibat est un état matrimonial légal, c’est-à-dire la situation conjugale d’une personne au regard de la loi,. Les démographes considèrent, soit que les mineurs en deçà de la majorité sexuelle sont « célibataires » par défaut, soit qu'il y a lieu de restreindre l'analyse au-delà d’un âge minimum selon les époques ou les pays.
La définition du célibat dépend ainsi des autres situations reconnues. Si seules sont reconnues officiellement (dans une majorité de pays) les situations de « célibataires, mariés, divorcés et veufs » (en distinguant éventuellement les personnes mariées mais séparées), les célibataires seront nécessairement les seules personnes d'âge nubile qui n’ont jamais été mariées. Les célibataires incluent alors les personnes qui vivent en union libre (concubinage), mais ne sont ni divorcé(e)s ni veufs ou veuves ; ou bien sont liées par une union civile autre que le mariage (comme le pacs en France) et qui n’ont jamais été mariées.
Ne seront pas considérées comme célibataires :
- les personnes mariées mais ne cohabitant pas avec leur conjoint, qu’elles soient ou non séparées ;
- les personnes liées par une union civile (pacs en France) mais ayant déjà été mariées (personnes divorcées ou veuves) ;
- les veufs et veuves.

Selon l'Institut national d'études démographiques, à tort ou à raison « en démographie, on parle de célibat définitif lorsqu’un individu atteint l’âge de 50 ans sans s’être jamais marié ».
La définition usuelle du célibat en démographie, qui est à la base des mesures de primo-nuptialité, repose ainsi fortement sur la législation du pays à un moment donné, ce qui pose des problèmes de comparabilité internationale des données. Elle diffère aussi notablement de la définition sociologique, mais les démographes développent également des classifications de situations conjugales plus fines en distinguant plusieurs catégories de célibataires. Selon l'Insee, la France comptait 21 millions de célibataires en 2013, soit un tiers de la population, avec une proportion plus importante chez les hommes, toutes tranches d'âge confondues.

### Statistiques en France
| Sexe            | 1931-1935 | 1936-1940 | 1941-1945 | 1946-1950 | 1951-1955 | 1956-1960 | 1961-1965 | Évolution (%) |
| --------------- | --------- | --------- | --------- | --------- | --------- | --------- | --------- | ------------- |
| Hommes          | 4,3 %     | 6 %       | 4,8 %     | 6 %       | 6,9 %     | 8,8 %     | 10 %      | + 132,6 %     |
| Femmes          | 4,5 %     | 4,8 %     | 4,8 %     | 5,3 %     | 5,6 %     | 5,6 %     | 6,9 %     | + 53,3 %      |
| Écart L1-L2 (%) | - 4,7 %   | + 25 %    | 0 %       | + 13,2 %  | + 23,2 %  | + 57,1 %  | + 44,9 %  | + 149 %       |

Entre les générations nées entre 1931 & 1935 et celles nées entre 1961 & 1965, la proportion d'individus n'ayant jamais vécu en couple a fortement augmenté. Cet accroissement du célibat est toutefois fortement différencié par sexe. En effet, le célibat des femmes a augmenté de moitié alors que celui des hommes a plus que doublé sur la même période.
| Sexe            | 1931-1935 | 1936 - 1940 | 1941 - 1945 | 1946-1950 | 1951-1955 | 1956-1960 | 1961-1965 | Évolution (%) |
| --------------- | --------- | ----------- | ----------- | --------- | --------- | --------- | --------- | ------------- |
| Hommes          | 13,5 %    | 13,5 %      | 12,8 %      | 14 %      | 15,6 %    | 17,9 %    | 20,6 %    | + 52,6 %      |
| Femmes          | 12,7 %    | 11,7 %      | 11,6 %      | 11,9 %    | 12 %      | 12,3 %    | 13,5 %    | + 6,3 %       |
| Écart L1-L2 (%) | + 6,3 %   | + 15,4 %    | + 10,3 %    | + 17,6 %  | + 30 %    | + 45,5 %  | + 52,6 %  | + 735 %       |

Dans le même temps, l'infécondité des femmes a faiblement augmenté, à la différence de celle des hommes dont l'accroissement a été important.
Cela s'explique en partie par un accroissement du nombre de femmes ayant un enfant sans jamais avoir vécu en couple, du nombre d'hommes ayant vécu en couple sans enfants ainsi que par l'augmentation du nombre de célibataires de sexe masculin.
Certains auteurs, s’appuyant sur des études et des enquêtes d’opinion, considèrent que l’augmentation du célibat et de l’infécondité chez les hommes est due :
- à de légers déséquilibres démographiques (le nombre d’hommes est supérieur à celui des femmes jusqu’à l’âge de 22 ans, en France)
- au fait qu’une proportion d’hommes a des enfants avec plusieurs femmes - effet de concentration moins présent pour les femmes dont la fécondité est plus fragmentée[10],[9].

Sur cette période, la proportion d'individus célibataires et inféconds a évolué de manière très diverse en fonction des PCS. Ainsi, le célibat s'est réduit chez les femmes cadres alors qu'il a augmenté chez les employées. Le célibat des hommes ouvriers et employés a considérablement augmenté.
| Catégorie sociale                           | Homme  | Femme  | Écart C1-C2 (%) |
| ------------------------------------------- | ------ | ------ | --------------- |
| Agriculteur                                 | 17,4 % | 12,5 % | + 39,2 %        |
| Artisan, commerçant, chef d'entreprise      | 14 %   | 11,5 % | + 21,7 %        |
| Cadre, profession intellectuelle supérieure | 17,5 % | 17,4 % | + 0,6 %         |
| Profession intermédiaire                    | 16,7 % | 14,5 % | + 15,2 %        |
| Employé                                     | 26,4 % | 12,1 % | + 118,2 %       |
| Ouvrier                                     | 22 %   | 14,6 % | + 50,7 %        |
| Inactif                                     | 47,2 % | 13,6 % | + 247,1 %       |

Certains auteurs considèrent que l’accroissement du célibat et de l’infécondité chez les hommes parmi les PCS - est dû :
- à une hypergamie sociale dans les choix de formation du couple de la part d’individus féminins, qui s’inscrit lui-même dans un contexte de massification d’accès à l’enseignement supérieur chez les femmes[11],[9].
- à une diminution de la formation des couples dans le cadre des espaces publics[12] additionné à une moindre fréquentation des espaces « réservés et privés » par les hommes des PCS[12],[9].

Selon un sondage OpinionWay mené en 2020, 27 % des Français se décrivent comme célibataires et 11 % des Français considèrent le célibat comme la situation amoureuse idéale (13 % des hommes et 7 % des femmes).

## Raisons
Les raisons du célibat peuvent être autant sociales que personnelles, notamment selon Charles Maccio,.

### Raisons sociales
Divers motifs sociaux existent. Certains adoptent simplement le célibat comme un mode de vie hédoniste, alors qu'au contraire, ce sera pour d'autres un choix d’ordre religieux ou spirituel. Les causes du célibat sont multiples, et relèvent souvent d’une combinaison assez large de facteurs (d’ordre philosophique, social, psychologique, économique, etc.). Il faut distinguer le célibat choisi (pour différentes raisons) du célibat subi. Le phénomène d'un célibat tardif non voulu, de plus en plus répandu dans la société, est un phénomène très récent en Occident. Il y a un décalage entre la réalité vécue et le regard que la société porte sur le célibat : les célibataires sont souvent considérés comme égoïstes, refusant de s'engager, ayant des problèmes psychologiques, etc. Il existe peu de publications en sciences humaines (sociologie, psychologie) abordant le célibat non voulu, si ce n'est sous l'angle de l'utilisation des sites de rencontres.

## Psychologie et santé
Dans son ouvrage Happy Ever After (2019), Paul Dolan (en), professeur de sciences comportementales à la London School of Economics, exploite des données issues du American Time Use Survey (en), et en tire la conclusion que les marqueurs traditionnels du succès en société ne sont pas en corrélation avec le bonheur, en particulier le mariage et l'éducation des enfants. Ces données montrent selon lui que les femmes qui restent célibataires et sans enfants constituent le sous-groupe social le plus heureux, et qu'elles ont plus de chances de vivre plus longtemps que les femmes mariées avec enfants. Malgré ces avantages, Paul Dolan reconnaît que la stigmatisation sociale peut conduire certaines femmes célibataires à se sentir malheureuses. En revanche, ces mêmes données montrent selon lui que les hommes mariés sont plus heureux parce qu'ils sont amenés à prendre moins de risques, à gagner plus d'argent au travail et à vivre un peu plus longtemps.
Ces interprétations sont mises en cause par Gray Kimbrough, économiste à l'American University School of Public Affairs (en), qui utilise les mêmes données et considère que Paul Dolan les analyse de manière superficielle.

## Discriminations
Selon le chercheur Romain Huret, « les célibataires sont les principales victimes des vulnérabilités contemporaines en raison d’un monde invisible de discriminations » liées à l'« ordre matrimonial » légitimé par « une prime invisible pour les familles traditionnelles », « de l’accès au logement en passant par les contrats d’assurance ou les frais de transport », tandis que les célibataires sont pénalisés « dans la majorité des codes fiscaux du monde occidental » et sont ainsi « proportionnellement très représentés dans les couches les plus pauvres de nos sociétés ».
Dans le Québec d'avant la Révolution tranquille, on devenait vieille fille à 40 ans, et les vieilles filles étaient fêtées le jour de la Sainte-Catherine (25 novembre). En France aussi, les femmes non mariées de 25 ans étaient fêtées ce jour-là.

## En religion
La vision qu'ont les religions mondiales sur le célibat varie beaucoup, et dépend souvent de plusieurs facteurs : la position sociale de l'individu, l'époque, l’âge, le fait d'avoir ou non des relations charnelles, etc.

### Christianisme

#### L'Église catholique
L'abstinence sexuelle semble avoir été encouragée très tôt chez les clercs, et notamment les évêques, sans toutefois exclure la possibilité du mariage des prêtres : il existe ainsi un certain nombre d'exemples historiques d'évêques mariés aux premiers siècles de l'église. L'idéologie de la virginité, exaltée par Ambroise de Milan et saint Jérôme au IVe siècle et fortement influencée par le courant philosophique néoplatonicien de Plotin, s'appuie sur une interprétation stricte de la phrase de saint Paul dans l'Épître aux Romains : « ... ceux qui sont dans la chair ne peuvent plaire à Dieu » (Rm 8, 5-10).
La première prescription connue en la matière est un canon du Concile d'Elvire, tenu en Espagne, vers 306 : « Les évêques, prêtres, diacres et autres personnes occupant un ministère doivent s'abstenir totalement de rapports sexuels avec leur femme et de procréer des enfants. Quiconque désobéirait serait exclu de sa position. ». Cette directive est étendue lorsque le premier concile œcuménique, le concile de Nicée, en 325, prescrit dans son 3e canon : « Le grand concile a défendu absolument aux évêques, aux prêtres et aux diacres, et en un mot à tous les membres du clergé, d'avoir avec eux une sœur-compagne, à moins que ce ne fût une mère, une sœur, une tante, ou enfin les seules personnes qui échappent à tout soupçon. »
Le célibat ecclésiastique a ensuite connu une évolution différente dans les églises d'Orient et d'Occident : « Le célibat ecclésiastique qui, du Ier au IVe siècle, avait été en honneur sans être obligatoire, tomba du IVe au XIIe siècle sous le coup de lois très précises et beaucoup plus rigoureuses en Occident qu’en Orient : tout l’Occident reste en effet très ferme à proclamer que les évêques, prêtres et diacres mariés doivent s’abstenir de tous rapports conjugaux. Le mariage est interdit aux clercs déjà engagés dans les ordres ».
Ainsi le célibat des prêtres est une décision d'ordre disciplinaire influencée par le néoplatonisme et le stoïcisme[réf. nécessaire], propre au catholicisme de rite latin, et non doctrinale. Au contraire, dans les églises catholiques orientales, des hommes mariés peuvent être ordonnés prêtres (mais pas évêques ; en outre, les prêtres des Églises orientales, catholiques ou orthodoxes, ne peuvent se marier, ou se remarier s'ils deviennent veufs).
Les prêtres catholiques de rite latin s'engagent volontairement à conserver le célibat. Au XIe siècle, le mariage des prêtres est encore la norme jusqu'à la réforme grégorienne qui veut relever le niveau spirituel du clergé séculier en leur appliquant l'idéal monastique, ce qui passe par l'interdiction du nicolaïsme. Cette réforme est difficile à mettre en œuvre : dans plusieurs pays européens, à la fin du Moyen Âge, on trouve encore plus de 50 % de prêtres vivant maritalement. Le deuxième concile du Latran prend un décret en 1132 interdisant d'ordonner des hommes mariés. Les canons 6, 7 et 11 de 1139 précisent que si des prêtres ou des religieux sont mariés, ce mariage est déclaré nul (c'est-à-dire invalide et non plus seulement illicite). Les canons de Latran II statuent aussi que les prêtres ne doivent jamais cohabiter avec des femmes, sauf s'il s'agit de leur mère, leur tante, leur sœur ou « une servante ayant atteint l'âge canonique ». Ce décret n'a pas qu'un but spirituel et théologique mais aussi financier : le développement de la féodalité à la suite du démembrement de l'Empire romain d'Occident touche aussi l'Église dans la mesure où l'existence de prêtres de père en fils risquait d'aboutir à une appropriation par ces familles sacerdotales des biens de l'Église, car à tout office (fonction ecclésiastique) correspondait un bénéfice (revenus plus ou moins substantiels selon les paroisses). Le concile de Latran II évite ainsi la patrimonialisation privée des biens de l'Église mais a pour conséquence de chasser des presbytères plusieurs femmes qui se retrouvent sur les routes en tant que « prostituées » (comme le montre l'histoire de Robert d'Arbrissel). Alors que certaines tombent dans l'esclavage, le palais du Vatican en recueille de nombreuses qui y deviennent servantes. Ces mesures sont cependant peu efficaces, si bien qu'en 1074, le synode du Latran condamne de nouveau les prêtres concubinaires qui sont interdits de célébration de messe et en 1075, Grégoire VII excommunie plusieurs évêques ou archevêques. Les siècles suivants, cette politique stricte se relâche, appliquant l'adage Si non caste, tamen caute (it), « si tu ne peux vivre chastement, fais preuve au moins de prudence » (scholie du traité Gesta Hammaburgensis ecclesiae pontificum) qui montre que les évêques ferment les yeux lorsque leurs prêtres concubinaires se montrent discrets. La publication des bans instaurée par le IVe concile du Latran en 1215 rend tout mariage secret invalide, si bien que le mariage des prêtres disparaît progressivement au bénéfice du concubinage. Jusqu'au XIVe siècle, les clercs des ordres mineurs pouvaient être mariés, bien que la bigamie cléricale leur soit interdite : ils ne pouvaient pas se remarier s'ils étaient veufs, ni se marier avec une veuve. Après le Concile de Trente, les ordres mineurs de l'Église catholique furent supprimés (seulement pour le rite latin) dans leur caractère autonome, étant vus comme des préambules à l'ordination presbytérale. Suivant le Concile Vatican II l'Église catholique rétablit (toujours pour le rite latin), par le Motu proprio du pape Paul VI « Sacrum Diaconatus Ordinem », le diaconat permanent ainsi que l'ordination au diaconat des hommes mariés. Ainsi un diacre catholique peut être marié (avant de recevoir l'ordination diaconale) mais il s'engage à ne pas se remarier en cas de veuvage. Si un ministre anglican ou épiscopalien décide d'entrer en pleine communion avec l'église catholique, avec une licence spéciale papale il peut être ordonné prêtre même s'il est marié.
Dans les Églises catholiques orientales, les hommes mariés peuvent être ordonnés prêtres, suivant les mêmes règles que les diacres dans le rite latin : en cas de veuvage, ils s'engagent à ne pas se remarier. Il n'y a donc pas de mariage des prêtres à proprement parler puisque aucun homme une fois ordonné prêtre n'a le droit de se marier (et encore moins d'entretenir des relations hors mariage).
Le pape Benoît XVI justifie ainsi le célibat des prêtres dans l'église catholique : « Le dévouement qui conforme le prêtre au Christ et l’offrande exclusive de lui-même pour le Règne de Dieu trouvent une expression particulière. Le fait que le Christ lui-même Fils de Dieu par Nature, ait vécu sa mission jusqu’au Sacrifice de la croix dans l’état de virginité constitue le point de référence sûr pour recueillir le sens de la tradition de l’Église latine sur cette question. Il n’est donc pas suffisant de comprendre le célibat sacerdotal en termes purement fonctionnels. En réalité, il est une conformation particulière au style de vie du Christ lui-même ».
- Voir la description donnée du célibat des prêtres par François-René de Chateaubriand dans son Génie du christianisme - Chapitre VIII.

#### Orthodoxie
La discipline du clergé est fixée par le concile Concile in Trullo en 691 et qui est toujours en vigueur. Dans le monde orthodoxe (comme dans les églises catholiques orientales), on peut ordonner prêtre un homme déjà marié (par contre, on ne peut se marier après l'ordination). Les popes peuvent être mariés mais les évêques sont choisis parmi les moines et sont donc célibataires.

#### Protestantisme
Dès 1520, le réformateur allemand Martin Luther donne son appui au mariage des religieux, ce qui serra suivi en 1521 par le mariage de nombreux prêtres et religieuses supportant la réforme. Il croyait en la sanctification de la vie conjugale. Luther, un ancien moine, s'est marié en 1525 avec une ancienne religieuse, Catherine de Bora. Se fondant sur cette position, les ministres (hommes et femmes) protestants peuvent se marier. Martin Luther jugeait le vœu de chasteté légitime dans la mesure où il était possible de le révoquer et s’il n’était pas adopté par contrainte.
Un mouvement de diaconesses célibataires s'est développé en Allemagne, dès 1836 lorsque le pasteur luthérien Theodor Fliedner et son épouse Friederike Münster ont ouvert la première maison-mère des diaconesses à Kaiserswerth, inspirée par les diaconesses existantes chez les mennonites, avant de rejoindre l'Angleterre. Elles choisissent le célibat non pas par obligation, mais parce que cela leur permet de se consacrer à la mission de leur organisation.

### Islam
Les imams et les savants ne sont pas soumis au célibat selon le Coran ; la sourate 30, verset 21, recommande même fortement de se marier afin de trouver une paix intérieure, et d'éviter toute tentation à la fornication (acte sexuel hors mariage).

## Culture

### Théâtre
- En 1935, sous la Seconde République espagnole, Federico Garcia Lorca compose une œuvre à la liberté des femmes célibataires de l'Espagne d'avant-guerre avec sa pièce Mademoiselle Rose ou le Langage des fleurs dont l'actrice Margarita Xirgu tient le rôle principal[33].

### Littérature
- Le Journal de Bridget Jones, roman d’Helen Fielding (1996);
- Le Bal des célibataires, essai de Pierre Bourdieu (2002).

### Cinéma
- Le Cœur des hommes, film français de Marc Esposito (2003);
- Le Journal de Bridget Jones, film américain de Sharon Maguire (2011);
- Célibataire, mode d'emploi, film américain de Christian Ditter (2016).

### Musique
- Dans les années 1990, la chanteuse québécoise Lynda Lemay produit une chanson, intitulée Les Filles seules devenue symbolique du quotidien des femmes célibataires dans la culture contemporaine francophone[34].